# Хормуська культура
Хормуська культура — палеолітична археологічна культура, що існувала на території Нубії близько 55000-45000 років тому (згідно з Грімалем - 45000-20000 років тому) , після чого змінена іншими кульурами регіону.  На думку М. Б. Рейнс, є попередником халфської культури .
Носії цієї культури займалися полюванням, збиральництвом і рибальством, про що свідчить велика кількість останків риб, великої дикої рогатої худоби, газелей, гризунів і птахів. 
Представлені розвинені знаряддя з каменю, кістки і гематиту: скребки, шила, наконечники стріл з залізняку, пісковика, кварцу, ріолітів, халцедону, агату і скам'янілої деревини. 